# スカイ・ハイ・スカイ
ショー・ファンタジー『スカイ・ハイ・スカイ』は宝塚歌劇団によって制作された舞台作品。雪組公演。20場。作・演出は草野旦。併演作品は『大江山花伝』。

## 公演期間と公演場所
- 1986年2月14日 - 3月26日　宝塚大劇場[1]
- 1986年6月4日 - 6月30日　東京宝塚劇場[2]

## 解説
※宝塚100年史の宝塚大劇場公演を参考にした。
明るく広い空を題材として、カモメ、スカイラーク（ヒバリ）、フラミンゴと水鳥、ペンギンなど、様々な鳥たちが舞い飛ぶ、ファンタスティックでメルヘンタッチのショー作品。

## スタッフ
※氏名の後ろに「宝塚」「東京」の文字がなければ両劇場共通。
- 作曲・編曲：寺田瀧雄・高橋城
- 音楽指揮：岡田良機（宝塚）、北沢達雄（東京）
- 振付：羽山紀代美・朱里みさを・名倉加代子・シュニー・パルミサーノ
- 装置：大橋泰弘
- 衣装：任田幾英
- 照明：今井直次
- 小道具：万波一重
- 効果：石田修
- 音楽監督：松永浩志
- 演出助手：中村暁・小池修一郎
- 舞台進行：田中利彦
- 制作：山田謙二
- 製作担当：横山美二（東京）

## 主な配役
※宝塚のデータ。
- カモメスター、青年、キングバード、イケロス、ダンサーS - 平みち
- 少女、プリンセスバード、人魚、ダンサーA - 神奈美帆
- カモメA、シンガー、ダンサー - 杜けあき
- ペンギン・ママ - 銀あけみ
- ペンギンA、歌手 - 千城恵
- クイーンバード - 鳩笛真希
- シンガー、ナイトバード - 北斗ひかる
- 侍徒鳥A - 青樹りょう
- フラミンゴA - 奈々緒とも
- 歌手 - 箙かおる
- カモメ、月の精A、プリンセスバード、シンガー - 一路真輝
- ペンギン坊や - 鮎ゆうき

### 東京の変更点
第8場　空と星
- パピヨン - 箙かおる・真笛ひびき

第9 - 11場　空と太陽
- 侍従鳥A - 真咲佳子